# Alice McGrath
Alice Greenfield McGrath (5 avril 1917 à Calgary au Canada - 27 novembre 2009 à Ventura aux États-Unis), également connue sous le nom d'Alice Greenfield, est une militante américaine d'origine canadienne devenue célèbre par l'affaire du meurtre du Sleepy Lagoon en 1942. Elle est secrétaire exécutive du Comité de défense des Sleepy Lagoon de 1942 à 1944. Elle épouse plus tard le poète Thomas McGrath, inscrit sur la liste noire, met en place une organisation de services juridiques pro bono dans le comté de Ventura, en Californie, et dirige 86 missions au Nicaragua dans les années 1980 et 1990.

## Jeunesse
Alice Greenfield naît à Calgary(Alberta), au Canada, en 1917. Elle est fille d’immigrants juifs russes. Elle ne parle que le yiddish jusqu'à ce qu'elle aille à l'école. Elle déménage avec sa famille à Los Angeles, en Californie, en 1922.
Après avoir obtenu son diplôme d'études secondaires, Alice McGrath fréquente  brièvement le Los Angeles City College. Sa famille n'étant pas en mesure de payer les frais universitaires, elle abandonne ses études au cours de son premier semestre. Elle se lie d'amitié avec des membres du New Negro Theatre où elle donne un jour une lecture de la poésie de Langston Hughes, avec Hughes dans le public. Elle se souvient plus tard : « Je l'ai fait, mais mal. Ensuite, je me suis excusée auprès de Langston Hughes et nous en avons ri. ».
Alice McGrath occupe une série d'emplois subalternes, notamment dans une usine de bonbons à Los Angeles, mais concentre son attention sur les questions politiques progressistes. Entre autres activités, elle fait du bénévolat pour le Congrès des organisations industrielles (« CIO »). Alice McGrath se rappelle : « Tout ce qui me préoccupait se trouvait au CIO. L'organisation ne s'intéressait pas seulement aux salaires, mais aussi aux questions sociales qui vont de pair avec les salaires. Je me sentais chez moi là-bas. ».

## L'affaire du Sleepy Lagoon
En 1942, l'avocat George Shibley retient les services d'Alice McGrath pour l'aider à défendre 22 jeunes Américains d'origine mexicaine accusés du meurtre du Sleepy Lagoon, le plus grand procès de masse de l'histoire de la Californie. Les jeunes, âgés de 17 à 21 ans, sont accusés d'avoir tué un jeune ouvrier agricole mexicain près d'un trou de baignade dans une partie du sud-est du comté de Los Angeles, alors connue sous le nom de Sleepy Lagoon. Alice McGrath, alors en convalescence d'une pleurésie, se voit remettre par Shibley la transcription du procès pour résumer les témoignages de chaque jour. Une fois remise de sa maladie, Alice McGrath commence à assister au procès en personne. Au cours du procès de treize semaines, le juge ne permet pas aux accusés de s'entretenir avec un avocat et refuse de les laisser se couper les cheveux ou de recevoir des vêtements propres. Alice McGrath se rappelle : « J'étais enragée. J'étais tellement outrée par  le juge et la façon dont tout ce procès se déroulait. Le comportement du juge était tout simplement inacceptable dans toute société décente. ».
Le jury, composé uniquement de blancs, reconnaît coupable douze des accusés – trois pour meurtre avec préméditation et neuf pour homicide involontaire. Tous les douze sont envoyés à la prison de San Quentin. L'affaire est considérée comme précurseur des émeutes zazous de 1943.
Après ces condamnations, Alice McGrath devient secrétaire exécutive du Comité de défense des Sleepy Lagoon de 1942 à 1944. En collaboration avec Carey McWilliams, elle publié un bulletin d'informations, parle en public de la cause et collecte des fonds pour soutenir un procès en appel,. Lors d'un événement, elle réussit à collecter 1 000 $ après avoir prononcé un discours devant des dockers à San Francisco,. Elle est également une correspondante fréquente et une visiteuse des accusés du Sleepy Lagoon à San Quentin. Les partisans du comité comptent Orson Welles, Rita Hayworth, Nat King Cole et Anthony Quinn.
Alors que McGrath travaille pour le comité de défense des Sleepy Lagoon, le groupe est accusé d'être une organisation de front communiste et le FBI surveille ses membres.
Alice McGrath se souvient : « Le FBI venait interroger les voisins. J'ai découvert bien plus tard grâce à la Freedom of Information Act que le dossier [du comité] était rempli de mensonges. J'étais beaucoup plus inquiète à l'époque parce qu'ils pouvaient arrêter n'importe qui et les mettre aux oubliettes. »
En octobre 1944, la Cour d'appel dans l'affaire Le Peuple contre Zamora 66 Cal.App.2d 166, annule les condamnations, estimant que les preuves de la culpabilité des accusés sont insuffisantes et soulignant également le déni du droit des accusés à l'assistance d'un avocat et la partialité de juge du tribunal de première instance. C'est Alice McGrath qui envoie le télégramme à San Quentin informant les accusés du Sleepy Lagoon du succès de l'appel.
En 1981, Alice McGrath déclare à un reporter du Los Angeles Times que l'appel des Sleepy Lagoon est « l'événement le plus important de ma vie. Si je n'avais jamais rien fait depuis... mon implication dans Sleepy Lagoon justifierait mon existence. ».

## Représentations dans les médias
Le rôle de McGrath dans l'affaire Sleepy Lagoon est au centre de la pièce Zoot Suit de 1978 (débuts au Mark Taper Forum) et du film Chicanos Story de 1981. L'actrice Tyne Daly joue le rôle d'Alice Bloomfield (calqué sur Alice McGrath) dans le film. Luis Valdez, l'auteur de la pièce et du film Chicanos Story, déclare à propos de McGrath : « Elle était l'une des héroïnes du XXe siècle. À Los Angeles, je ne peux pas penser à beaucoup de gens qui surpassent son influence. ». Le rôle d'Alice McGrath dans les événements est également décrit dans le film Zoot Suit Riots diffusé sur PBS dans le cadre de la série American Experience.
Alice McGrath est également esquissée par Studs Terkel dans son livre Coming of Age: The Story of Our Century By These Who've Lived It.
En 1996, le cinéaste indépendant Bob Giges sort un film documentaire sur la vie de McGrath intitulé From Sleepy Lagoon to Zoot Suit: The Irreverent Path of Alice McGrath,

## Nicaragua et fin de vie
Alice McGrath est restée active dans les questions progressistes pendant plus de cinquante ans. Alice McGrath a emménagé à Ventura, en Californie, en 1970, où elle a vécu le restant de ses jours. En 1986, après avoir appris que l'association du barreau local n'avait pas de programme pro bono, elle propose d'en créer un et pendant deux ans, elle est bénévole à plein temps, travaillant avec des avocats et du personnel judiciaire en tant que défenseure des clients,.
Dans les années 1980, Alice McGrath développe une passion pour le Nicaragua et le mouvement sandiniste. Elle développe un respect pour les programmes de justice sociale au Nicaragua. Elle déclare : « L'école était gratuite jusqu'à l'université. Ils avaient une formation spéciale pour les enfants handicapés. Je pensais que c'était le paradis. Je suis tombée amoureuse du Nicaragua. J'ai décidé d'y diriger des délégations juste pour voir le Nicaragua. De médecins à médecins. D'enseignants à enseignants. . Des agriculteurs aux agriculteurs. ». McGrath a dirigé un total de 86 voyages au Nicaragua pour le compte de 40 organismes différents,.
Alice McGrath occupe des postes de représentant des ventes pour un éditeur, de directeur de production pour un film d'art, de commis au détail, de mannequin et de professeur d'autodéfense pour les femmes.
McGrath se marie trois fois. Son premier mari est le promoteur immobilier Max Schechter, avec qui elle a deux enfants : une fille, Laura D'Auri, et un fils, Daniel Schechter. Après un divorce, elle épouse Thomas McGrath, professeur d'université et poète qui figurait sur la liste noire à l'époque McCarthy,. Le deuxième mariage se termine également par un divorce. Son troisième mari, Bruce Tegner, est un instructeur d'arts martiaux avec qui elle co-écrit plusieurs livres sur l'autodéfense et les arts martiaux,. Elle détient une ceinture marron de judo.
En novembre 2009, Alice McGrath décède à l'âge de 92 ans des suites d'une infection majeure.
Les papiers de McGrath, y compris la correspondance avec les accusés du Sleepy Lagoon, sont remis à l'UCLA et sont disponibles via les archives en ligne de Californie.